# أنطونيو فيغا (ملحن)
أنطونيو فيغا (بالإسبانية: Antonio Vega)‏ هو ملحن وعازف قيثارة ومغني إسباني، ولد في 16 ديسمبر 1957 في مدريد في إسبانيا، وتوفي بنفس المكان في 12 مايو 2009 بسبب ذات الرئة.

## وصلات خارجية
- أنطونيو فيغا على موقع IMDb (الإنجليزية)
- أنطونيو فيغا على موقع ميوزك برينز (الإنجليزية)
- أنطونيو فيغا على موقع ديسكوغز (الإنجليزية)
- أنطونيو فيغا على موقع قاعدة بيانات الفيلم (الإنجليزية)